# براد ألسويرث
براد ألسويرث (بالإنجليزية: Brad Ellsworth)‏ هو ضابط شرطة وسياسي أمريكي، ولد في 11 سبتمبر 1958 في جاسبر في الولايات المتحدة. حزبياً، نشط في الحزب الديمقراطي.

## مناصب
- في انتخابات مجلس النواب الأمريكي 2006 [الإنجليزية]‏، انتخب عضو مجلس النواب الأمريكي عن دائرة Indiana's 8th congressional district [الإنجليزية]‏ وقد انضم خلال فترته النيابية [الإنجليزية]‏ (4 يناير 2007 – 3 يناير 2009)  للكتلة البرلمانية الحزب الديمقراطي.
- في انتخابات مجلس النواب الأمريكي 2008 [الإنجليزية]‏، انتخب عضو مجلس النواب الأمريكي عن دائرة Indiana's 8th congressional district [الإنجليزية]‏ وقد انضم خلال فترته النيابية [الإنجليزية]‏ (6 يناير 2009 – 3 يناير 2011)  للكتلة البرلمانية الحزب الديمقراطي.
- انتخب شريف عن دائرة مقاطعة فندربور (1999 – 2007).
- انتخب عضو مجلس النواب الأمريكي (3 يناير 2007 – 3 يناير 2011).